# La Maudite Galette
Pour plus de détails, voir Fiche technique et Distribution.
La Maudite Galette est un film québécois réalisé par Denys Arcand sorti en 1972. Le scénario est signé par le romancier Jacques Benoît. 

## Synopsis
Ernest habite en chambre et pension chez Rolland & Berthe. Ernest semble être un introverti simple d'esprit au départ du film, mais qui s'avèrera un criminel stupide à la fin ! La scène de la discussion au salon entre l'oncle et le couple est un moment-phare du film. Berthe mentionne pour y jouer un tour à Ernest qu'elle lui a mis de la viande à chat dans son sandwich au lieu de la viande normale, et que Ernest a trouvé ça bon ! [sic]
Devant la réaction du couple qui se plaint que son cadeau en argent est insuffisant, leur oncle reprend son argent. Dans la nuit, le couple vient chez lui, avec deux amis, pour le voler. Ernest, qui les accompagne, cherche à se prouver qu’il est le plus brutal. Ernest s'enfuit avec Berthe après avoir tué Roland, l'oncle et les conjoints initiateurs du méfait. Le couple en fuite passe la nuit dans un motel. Chacun essaie d’arnaquer l’autre et de lui voler le magot. Ce sont finalement les parents d'Ernest qui bénéficient de l’argent, après que les deux voleurs se sont entretués.
À noter que Denys Arcand apparaît en caméo en policier-mesureur de la scène de crime.

## Fiche technique
- Réalisation : Denys Arcand
- Production : Marguerite Duparc et Pierre Lamy
- Scénario original : Jacques Benoît
- Photographie : Alain Dostie
- Montage : Marguerite Duparc
- Musique originale : Gabriel Arcand, Michel Hinton et Lionel Thériault
- Son : Serge Beauchemin

## Distribution
- Denys Arcand : Détective
- Gabriel Arcand : Ti-bi
- René Caron : Rolland Soucy
- Attila Dory : Le photographe
- J. Léo Gagnon : Oncle Arthur
- Maurice Gauvin : L'homme aux bagues
- Bernard Gosselin : Détective
- Luce Guilbeault : Berthe
- Andrée Lalonde : La blonde
- Julien Lippé : Le père d'Ernest
- Hélène Loiselle : La mère d'Ernest
- Marcel Sabourin : Ernest
- Jean-Pierre Saulnier : Rosaire
- Serge Thériault : Client du dépanneur
- Suzanne Valéry : Maîtresse de Rolland Soucy